# La fortalesa (pel·lícula de 2021)
La fortalesa (títol original en anglès, Fortress) és una pel·lícula d'acció estatunidenca del 2021 dirigida per James Cullen Bressack i escrita per Alan Horsnail, basada en una història d'Emile Hirsch i Randall Emmett. És protagonitzada per Jesse Metcalfe, Bruce Willis, Chad Michael Murray, Kelly Greyson, Ser'Darius Blain i Shannen Doherty. La pel·lícula es va estrenar en una selecció limitada de cinemes i a la carta el 17 de desembre de 2021. S'ha doblat i subtitulat al català.